# Stadionul Venus
Stadionul Venus – nieistniejący już stadion sportowy w Bukareszcie, stolicy Rumunii. Istniał w latach 1931–1953. Mógł pomieścić 15 000 widzów. Swoje spotkania rozgrywali na nim piłkarze klubu Venus Bukareszt.
Stadion klubu Venus Bukareszt został otwarty 11 października 1931 roku. W okresie użytkowania obiektu Venus Bukareszt pięciokrotnie zdobył tytuł Mistrza Rumunii (w latach 1932, 1934, 1937, 1939 i 1940). 18 maja 1939 roku swoje jedyne spotkanie na tym obiekcie rozegrała piłkarska reprezentacja Rumunii, wygrywając w meczu towarzyskim z Łotwą 4:0. W 1953 roku obiekt został rozebrany, a teren został przekazany armii. Obecnie w miejscu byłego stadionu mieści się park (znany jako Parcul Venus lub Parcul Operei).